# Unione Sportiva Pro Vercelli 1925-1926
Questa pagina raccoglie i dati riguardanti l'Unione Sportiva Pro Vercelli nelle competizioni ufficiali della stagione 1925-1926.

## Stagione
Nel girone di andata la Pro Vercelli disputò un campionato da alta classifica risultando al giro di boa terza in classifica a tre punti dalla Juventus capolista. Nel girone di ritorno i bianchi leoni ebbero un netto calo, soprattutto nelle ultime giornate, scivolando al settimo posto finale che valse comunque la qualificazione al nuovo massimo campionato di Divisione Nazionale.

## Rosa
| N. |                   | Ruolo | Calciatore          |
| -- | ----------------- | ----- | ------------------- |
|    | Italia (bandiera) | C     | Mario Ardissone     |
|    | Italia (bandiera) | C     | Luigi Bajardi       |
|    | Italia (bandiera) | A     | Francesco Borello   |
|    | Italia (bandiera) | P     | Giuseppe Cavanna    |
|    | Italia (bandiera) | C     | Ugo Ceria           |
|    | Italia (bandiera) | P     | Mario Curti         |
|    | Italia (bandiera) | C     | Carlo Degara        |
|    | Italia (bandiera) | C     | Mario Gardini       |
|    | Italia (bandiera) | A     | Lepora              |
|    | Italia (bandiera) | A     | Francesco Mattuteia |
|    | Italia (bandiera) | C     | Remigio Milano      |

| N. |                   | Ruolo | Calciatore              |
| -- | ----------------- | ----- | ----------------------- |
|    | Italia (bandiera) | A     | Federico Novella        |
|    | Italia (bandiera) | C     | Gino Pensotti           |
|    | Italia (bandiera) | C     | Antonio Perino          |
|    | Italia (bandiera) | A     | Angelo Piccaluga        |
|    | Italia (bandiera) | A     | Alessandro Rampini      |
|    | Italia (bandiera) | D     | Rollone                 |
|    | Italia (bandiera) | C     | Severino Rosso          |
|    | Italia (bandiera) | A     | Roveglia                |
|    | Italia (bandiera) | A     | Ferdinando Santagostino |
|    | Italia (bandiera) | A     | Carlo Villa             |
|    | Italia (bandiera) | D     | Mario Zanello           |

## Risultati

### Prima Divisione

#### Girone B

##### Girone di andata
| Arbitro: | U. Gama (Milano) |

|                         |           |  |
| Villa 9’ Rampini II 35’ | Marcatori |  |

| Arbitro: | Petariny (Trieste) |

|                                |           |                    |
| Ghirelli 52’ (rig.) Preuss 65’ | Marcatori | 14’, 26’ Mattuteia |

| Arbitro: | Guarnieri (Milano) |

|           |           |             |
| Tritz 61’ | Marcatori | 26’ Gardini |

| Arbitro: | De Renzis (Genova) |

|                                            |           |  |
| Ceria 20’ Mattuteia 48’ Piccaluga 73’, 84’ | Marcatori |  |

| Arbitro: | Pinasco (Sestri Ponente) |

|  |           |             |
|  | Marcatori | 51’ Pastore |

| Arbitro: | De Rentiis (Trieste) |

|  |           |                                |
|  | Marcatori | 65’ Mattuteia 82’, 85’ Gardini |

| Arbitro: | Ortali (Bologna) |

|                                |           |            |
| Mattuteia 13’, 58’ Gardini 44’ | Marcatori | 60’ Muller |

| Arbitro: | A. Gama (Milano) |

|                                  |           |                                |
| Powolny 6’ Romano 64’ Povero 65’ | Marcatori | 15’ Gardini 82’ (rig.) Zanello |

| Arbitro: | Bellandi (Milano) |

|                       |           |  |
| Ceria 17’ Gardini 73’ | Marcatori |  |

| Arbitro: | A. Gama (Milano) |

|             |           |              |
| Zanello 64’ | Marcatori | 46’ Veronese |

| Arbitro: | Sguerso (Savona) |

|                                                               |           |  |
| Ardissone 5’ Gardini 17’, 18’, 46’, 86’ Zanello 70’ Ceria 85’ | Marcatori |  |

##### Girone di ritorno
| Arbitro: | Pozzi (Monza) |

|             |           |  |
| Tabacco 65’ | Marcatori |  |

| Arbitro: | Medica (Bologna) |

|                                       |           |  |
| Bajardi I 20’ Rosso 56’ Piccaluga 80’ | Marcatori |  |

| Arbitro: | Girelli (Verona) |

|             |           |  |
| Gardini 25’ | Marcatori |  |

| Arbitro: | Montessoro (Torino) |

|                                   |           |                           |
| Tansini 12’, 46’ Jeszmas 18’, 43’ | Marcatori | 87’ Gardini 90’ Bajardi I |

| Arbitro: | A. Gama (Milano) |

|                 |           |             |
| Hirzer 65’, 73’ | Marcatori | 47’ Zanello |

| Arbitro: | Majani (Torino) |

|                  |           |                           |
| Zanello 74’, 84’ | Marcatori | 10’ Mistrali 78’ Mattioli |

| Arbitro: | Girelli (Verona) |

|                                   |           |  |
| Savelli 1’ Cevenini V 2’, 9’, 11’ | Marcatori |  |

| Arbitro: | Bonello (Venezia) |

|                                  |           |  |
| Ardissone 33’, 77’ Bajardi I 70’ | Marcatori |  |

| Arbitro: | Barlassina (Novara) |

|                                  |           |           |
| Barbieri 52’ Levratto 70’ (rig.) | Marcatori | 12’ Villa |

| Arbitro: | U. Gama (Milano) |

|                                                  |           |                  |
| Monti III 5’ Vecchina 16’, 18’, 38’ Kregar I 49’ | Marcatori | 25’, 64’ Gardini |

| Arbitro: | Garbieri (Genova) |

|                           |           |  |
| Palandri 9’ Silvestri 11’ | Marcatori |  |

## Statistiche

### Statistiche di squadra
| Competizione    | Punti | In casa | In casa | In casa | In casa | In casa | In casa | In trasferta | In trasferta | In trasferta | In trasferta | In trasferta | In trasferta | Totale | Totale | Totale | Totale | Totale | Totale | DR  |
| Competizione    | Punti | G       | V       | N       | P       | Gf      | Gs      | G            | V            | N            | P            | Gf           | Gs           | G      | V      | N      | P      | Gf     | Gs     | DR  |
| --------------- | ----- | ------- | ------- | ------- | ------- | ------- | ------- | ------------ | ------------ | ------------ | ------------ | ------------ | ------------ | ------ | ------ | ------ | ------ | ------ | ------ | --- |
| Prima Divisione | 22    | 11      | 8       | 2       | 1       | 28      | 5       | 11           | 1            | 2            | 8            | 14           | 26           | 22     | 9      | 4      | 9      | 42     | 31     | +11 |

### Statistiche dei giocatori
| Giocatore       | Prima Divisione | Prima Divisione |
| Giocatore       | Presenze        | Reti            |
| --------------- | --------------- | --------------- |
| M. Ardissone    | 18              | 3               |
| L. Bajardi (I)  | 14              | 3               |
| F. Borello      | 19              | 0               |
| G. Cavanna      | 15              | -22             |
| U. Ceria        | 11              | 3               |
| M. Curti        | 7               | -9              |
| C. Degara       | 16              | 0               |
| M. Gardini      | 17              | 14              |
| Lepora          | 1               | 0               |
| F. Mattuteia    | 17              | 6               |
| R. Milano (IV)  | 17              | 0               |
| F. Novella      | 7               | 0               |
| G. Pensotti     | 1               | 0               |
| A. Perino       | 21              | 0               |
| A. Piccaluga    | 16              | 3               |
| A. Rampini (II) | 2               | 1               |
| Rollone         | 6               | 0               |
| S. Rosso        | 6               | 1               |
| Roveglia        | 1               | 0               |
| F. Santagostino | 3               | 0               |
| C. Villa        | 5               | 2               |
| M. Zanello      | 22              | 6               |